# Dimítrisz Kurmbélisz
Dimítrisz Kurmbélisz (görögül: Δημήτρης Κουρμπέλης) (Trípoli, 1993. november 2. –) görög válogatott labdarúgó, aki jelenleg a Panathinaikósz játékosa.

## Pályafutása

### Klub
2007-ben került az Asztérasz Trípolisz akadémiájára és 2010-ben már az első csapattal készülhetett. 2011. november 9-én debütált a bajnokságban az AÓ Kérkira ellen kezdőként a 0–0-s döntetlennel véget érő találkozón. 2014. július 24-én az Európa-ligában a finn Rovaniemen PS ellen megszerezte első gólját klubjában tétmérkőzésen. A következő hónapban 2017 nyaráig meghosszabbította szerződését. 2016 decemberében bejelentették, hogy négy évre aláírt a Panathinaikósz együtteséhez. 2017. január 5-én mutatkozott be az AÓ Plataniá ellen 1–0-ra elveszett bajnoki mérkőzésen. Rövid idő alatt meghatározó egyénisége lett klubjának és a 2017–18-as szezontól csapatkapitány lett. 2018. szeptember 1-jén megszerezte első bajnoki gólját a Lamía ellen. 2019. november 27-én 2023 nyaráig meghosszabbította a klubbal a szerződését.

### Válogatott
Részt vett az U19-es válogatottal a 2012-es U19-es labdarúgó-Európa-bajnokságon, amit Észtországban rendeztek meg és döntőben a spanyoloktól kaptak ki. A 2013-as U20-as labdarúgó-világbajnokságon a nyolcaddöntőben 3–1-re kikaptak Üzbegisztán válogatottjától.
2017. június 9-én bemutatkozott a felnőtt válogatottban a Bosnyák labdarúgó-válogatott ellen, a mérkőzés 91. percében váltotta Pétrosz Mándaloszt a 2018-as labdarúgó-világbajnokság-selejtező mérkőzésén.

## Statisztika

### Klub
2020. december 12-i állapotnak megfelelően.
| Klub                | Szezon   | Bajnokság | Bajnokság | Kupa  | Kupa  | Nemzetközi | Nemzetközi | Egyéb | Egyéb | Összesen | Összesen |
| Klub                | Szezon   | Mérk.     | Gólok     | Mérk. | Gólok | Mérk.      | Gólok      | Mérk. | Gólok | Mérk.    | Gólok    |
| ------------------- | -------- | --------- | --------- | ----- | ----- | ---------- | ---------- | ----- | ----- | -------- | -------- |
| Asztérasz Trípolisz | 2011-12  | 15        | 0         | 2     | 0     | -          | -          | -     | -     | 17       | 0        |
| Asztérasz Trípolisz | 2012–13  | 20        | 0         | 5     | 0     | 3          | 0          | —     | —     | 28       | 0        |
| Asztérasz Trípolisz | 2013–14  | 18        | 0         | 2     | 0     | 2          | 0          | —     | —     | 22       | 0        |
| Asztérasz Trípolisz | 2014–15  | 26        | 2         | 1     | 0     | 7          | 1          | —     | —     | 34       | 3        |
| Asztérasz Trípolisz | 2015–16  | 20        | 0         | 2     | 0     | 4          | 0          | —     | —     | 26       | 0        |
| Asztérasz Trípolisz | 2016–17  | 4         | 0         | 0     | 0     | —          | —          | —     | —     | 4        | 0        |
| Asztérasz Trípolisz | Összesen | 103       | 2         | 12    | 0     | 16         | 1          | 0     | 0     | 131      | 3        |
| Panathinaikósz      | 2016–17  | 19        | 0         | 2     | 0     | —          | —          | —     | —     | 21       | 0        |
| Panathinaikósz      | 2017–18  | 23        | 0         | 3     | 0     | 4          | 0          | —     | —     | 30       | 0        |
| Panathinaikósz      | 2018–19  | 25        | 2         | 2     | 0     | —          | —          | —     | —     | 27       | 2        |
| Panathinaikósz      | 2019–20  | 31        | 3         | 6     | 1     | —          | —          | —     | —     | 37       | 4        |
| Panathinaikósz      | 2020–21  | 10        | 1         | 0     | 0     | —          | —          | —     | —     | 10       | 1        |
| Panathinaikósz      | 2021–22  | 0         | 0         | 0     | 0     | —          | —          | —     | —     | 0        | 0        |
| Panathinaikósz      | Összesen | 108       | 6         | 13    | 1     | 4          | 0          | 0     | 0     | 125      | 7        |
| Összesen            | Összesen | 211       | 8         | 25    | 1     | 20         | 1          | 0     | 0     | 256      | 10       |

### A válogatottnan
2022. november 20-i állapotnak megfelelően.
| Válogatott  | Év       | Mérkőzés | Gólok |
| ----------- | -------- | -------- | ----- |
| Görögország | 2017     | 1        | 0     |
| Görögország | 2018     | 6        | 0     |
| Görögország | 2019     | 9        | 1     |
| Görögország | 2020     | 7        | 0     |
| Görögország | 2021     | 0        | 0     |
| Görögország | 2022     | 7        | 0     |
| Összesen    | Összesen | 30       | 1     |

## Sikerei, díjai

### Klub
Asztérasz Trípolisz
- Görög bajnokság
  - Bronzérmes: 2014–15
- Görög kupa
  - Döntős: 2012–13

Panathinaikósz
- Görög bajnokság
  - Bronzérmes: 2016–17

### Válogatott
Görögország U19
- U19-es labdarúgó-Európa-bajnokság
  - Döntős: 2012

### Egyéni
- A görög bajnokság szezon csapatának a tagja: 2017–18, 2018–19, 2019–20